# Stylogyne mathewsii
Stylogyne mathewsii Mez – gatunek roślin z rodziny pierwiosnkowatych (Primulaceae). Występuje naturalnie w Peru. 

## Morfologia
PokrójZimozielone drzewo.
LiścieBlaszka liściowa ma eliptyczny kształt. Mierzy 10 cm długości oraz 4 cm szerokości, jest całobrzega, ma ostrokątną nasadę i spiczasty wierzchołek. Ogonek liściowy jest nagi i ma 7 mm długości.
KwiatyZebrane w gronach wyrastających z kątów pędów. Mają 4 działki kielicha o owalnym kształcie. Płatki są 4, odwrotnie jajowate.